# Reich der Frauen
Das Reich der Frauen (chinesisch 女國 / 女国, Pinyin Nǚguó, W.-G. Nü-kuo, englisch Kingdom of Women/Women's Country) war ein altes Reich der Qiang-Völker im Nordosten Tibets, das von Frauen angeführt wurde. Es lag im Gebiet des heutigen Kham, nördlich von Qamdo am Jinsha Jiang. Die Sumpa (tib.: Sum-pa; chin. Supi 苏毗,  Su-p'i) wurden bisher fälschlicherweise mit diesem Reich der Frauen in Verbindung gebracht.

### Nachschlagewerke
- Cihai („Meer der Wörter“), Shanghai cishu chubanshe, Shanghai 2002, ISBN 7-5326-0839-5